# (523618) 2007 RT15
(523618) 2007 RT15 est un objet transneptunien du groupe des plutinos d'environ 200 km de diamètre.